# Коханув-Венявський
Коханув-Венявський (пол. Kochanów Wieniawski) — село в Польщі, у гміні Венява Пшисуського повіту Мазовецького воєводства.
Населення — 271 особа (2011).
У 1975-1998 роках село належало до Радомського воєводства.

## Демографія
Демографічна структура станом на 31 березня 2011 року:
|          | Загалом | Допрацездатний вік | Працездатний вік | Постпрацездатний вік |
| -------- | ------- | ------------------ | ---------------- | -------------------- |
| Чоловіки | 134     | 32                 | 91               | 11                   |
| Жінки    | 137     | 24                 | 84               | 29                   |
| Разом    | 271     | 56                 | 175              | 40                   |